# 山田朱未
山田 朱未（やまだ あけみ、1980年5月18日 - ）は、日本の将棋の女流棋士。岡山県玉野市出身。有吉道夫九段門下。女流棋士番号は25（2011年3月31日までの旧番号は旧48）。

## 棋歴
- 1999年度後期の女流育成会で1位となり女流2級への昇級を果たした。
- 2003年度の第14期女流王位戦リーグでは白組で全勝優勝。しかし挑戦者決定戦で中井広恵に敗れ、タイトル挑戦を逃した。
- 2003年度の第17回レディースオープントーナメントでは勝ち進むが、9月12日の準決勝で石橋幸緒に逆転負けし、決勝三番勝負進出を逃した。
- 2007年1月21日のきしろ杯争奪関西女流メイショウ戦（非公式戦）の決勝戦で里見香奈に敗れ、準優勝。
- 2013年度以降は休場を繰り返し、2013年度に1年間休場[1]。2015年度も再び休場[2]。2016年度は第24期倉敷藤花戦と第38期女流王将戦には出場したが、2016年5月1日から2018年度まで休場[3][4]。2019年度は公式戦に復帰したものの、2020年度より再び休場している[5][6][7]。

## 昇段履歴
- 1997年00月00日 - 女流育成会 入会（1997年度後期から）[8]
- 2000年04月01日 - 女流2級（1999年度後期女流育成会 優勝）[8][9]
- 2001年04月01日 - 女流1級（年間13局指し分け以上／2000年度 10勝5敗、女流通算10勝5敗）[10][11][12]
- 2003年04月01日 - 女流初段（女流棋士昇段規定）[13]
- 2009年03月05日 - 女流二段（勝数規定／女流初段昇段後60勝）[14]

### 年度別成績
女流公式棋戦
- 2024年度
  - 年度成績 0局 -勝-敗（勝率 -.----、休場中）[15]
  - 通算成績 221局 104勝117敗（勝率0.4705）〈2025年3月31日対局分まで〉[16]